# Egbert Peters
Egbert Peters (* 27. Februar 1928 in Wiesbaden; † 28. März 2011) war ein deutscher Jurist, Professor für Bürgerliches Recht, Handelsrecht und Zivilverfahrensrecht.

## Leben
Peters, Sohn eines Chirurgen, legte 1947 am Humanistischen Gymnasium in Wiesbaden das Abitur ab und begann im selben Jahr das Studium der Rechtswissenschaften an der Universität Mainz, das er 1951 mit dem Ersten juristischen Staatsexamen abschloss. 1952 wurde er mit der von Rudolf Bruns betreuten Dissertation zum Thema Die Ausübung des Stimmrechts bei nutznießungsbelasteten Aktien promoviert. Nach dem Zweiten juristischen Staatsexamen im Jahre 1955 war er Dezernent bei der Staatsanwaltschaft Wiesbaden, anschließend Referent im hessischen Justizministerium, wo er mit der Bereinigung des hessischen Landesrechts betraut war. 1959 wechselte er an die Universität Marburg und wurde wissenschaftlicher Assistent bei seinem akademischen Lehrer Bruns. 1962 habilitierte er sich mit der Arbeit Der sogenannte Freibeweis im Zivilprozeß. Am 1. Oktober 1966 wurde er Ordinarius für Zivilprozessrecht und Bürgerliches Recht an der Universität Kiel. Er war zudem als Richter am Landgericht Kiel im Nebenamt tätig. Zum 1. Oktober 1979 wechselte er an die Universität Tübingen, an der er bis zu seiner Emeritierung 1993 lehrte. Seit den 1980er-Jahren machte er sich um den Austausch nach Polen (Posen und Warschau) verdient. Peters war verheiratet und hatte zwei Kinder.
Helmut Weber, Professor an der Humboldt-Universität zu Berlin, ist Schüler von Egbert Peters.

## Veröffentlichungen
- Die Ausübung des Stimmrechts bei nutzniessungsbelasteten Aktien, Beiträge zum Zivilrecht und Zivilprozess Heft 2, Mainz 1952.
- Der sogenannte Freibeweis im Zivilprozeß, Beiträge zum Zivilrecht und Zivilprozeß, Band 10, Grote Verlag, Köln [u. a.] 1962.
- Ausforschungsbeweis im Zivilprozeß, Beiträge zum Zivilrecht und Zivilprozeß, Band 16, Grote Verlag, Köln [u. a.] 1966.
- Richterliche Hinweispflichten und Beweisinitiativen im Zivilprozeß (= Tübinger rechtswissenschaftliche Abhandlungen, Bd. 58). Mohr, Tübingen 1983, ISBN 3-16-644728-8.
- Zwangsvollstreckungsrecht, von Rudolf Bruns und Egbert Peters, Verlag Vahlen, 3. Aufl. München 1987, ISBN 3-8006-1248-8.
- Zivilprozeßrecht – einschließlich Zwangsvollstreckung und Konkurs, Wiederholungs- und Vertiefungskurs in den Kerngebieten des Rechts, Band 6, Metzner Verlag, 4., überarb. Aufl. Frankfurt/M. 1986, ISBN 3-7875-3343-5.